# Docleopsis
Docleopsis is een geslacht van vlinders van de familie bloeddrupjes (Zygaenidae), uit de onderfamilie Chalcosiinae.

## Soorten
- D. boradioides (Semper, 1898)
- D. dohertyi (Rothschild, 1899)
- D. duganga (Semper, 1898)
- D. fumigata (Rothschild, 1899)
- D. stigma (Rothschild, 1899)
- D. sulaensis Jordan, 1907
- D. zamboanga (Semper, 1898)